# Abrus pulchellus
Abrus pulchellus är en ärtväxtart som beskrevs av George Henry Kendrick Thwaites. Abrus pulchellus ingår i Paternosterbönssläktet, och familjen ärtväxter.

## Underarter
Arten delas in i följande underarter:
- A. p. cantoniensis
- A. p. mollis
- A. p. pulchellus
- A. p. suffruticosus
- A. p. tenuiflorus

## Bildgalleri

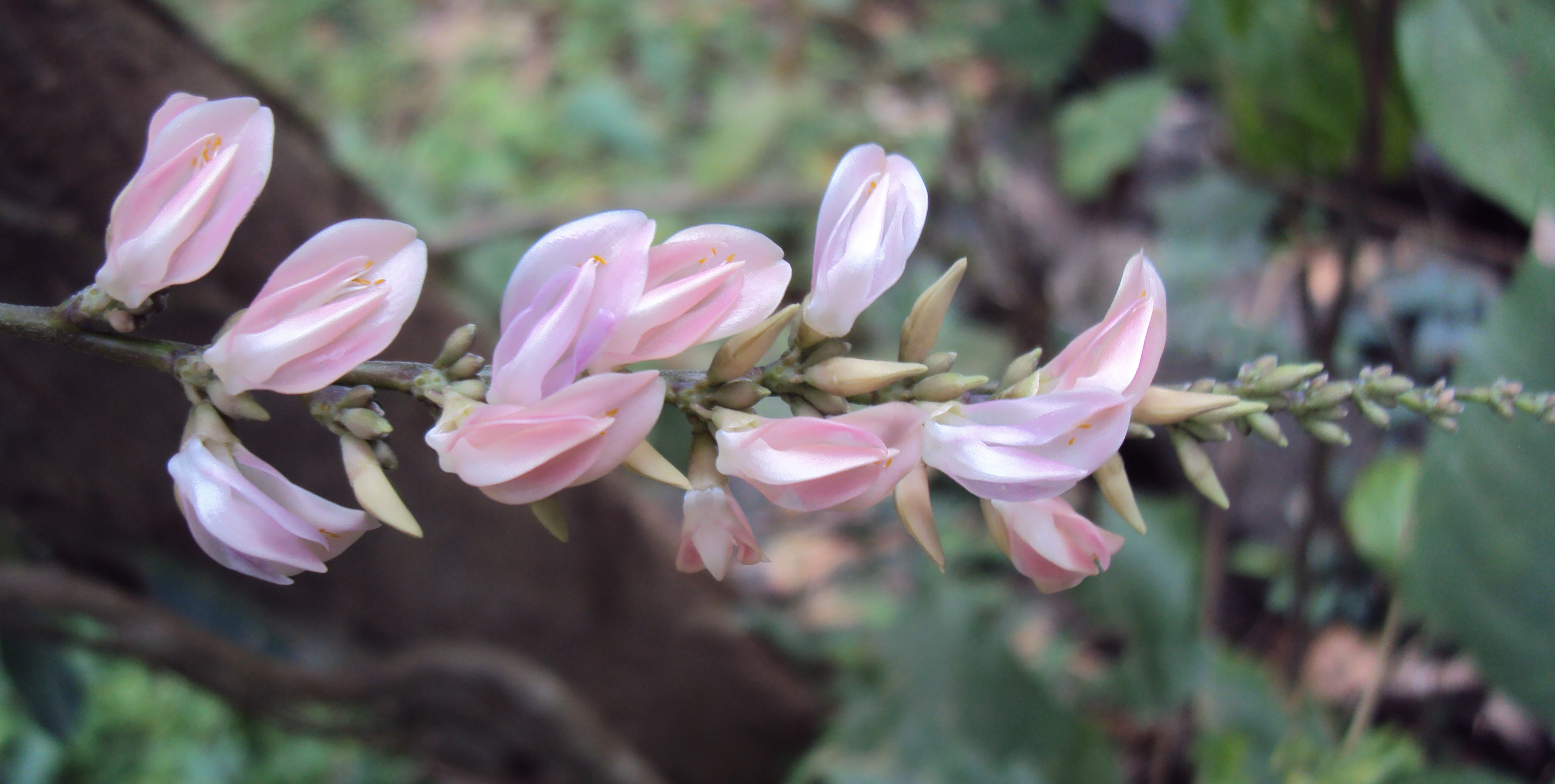